# Finn Sterobo
Finn Sterobo (Odense, 17 dicembre 1933 – 25 febbraio 2021) è stato un calciatore danese, di ruolo portiere.

## Carriera

### Club
Inizialmente si dedicò anche al ciclismo, sport praticato dal padre, ma in seguito passò al calcio.
Entrò nelle giovanili dell'OB inizialmente come ala, successivamente giocò in porta. Uno dei suoi allenatori fu l'inglese Denis Charles Neville. Egli era solito dedicarsi con attenzione anche alle squadre giovanili, Sterobo dichiarò che fu importante per la sua crescita calcistica.
Nel 1955 fece il suo debutto in prima squadra, entrando in campo nel secondo tempo al posto del portiere titolare Børge Hylle, che si era infortunato. Collezionò 175 presenze con l'OB.
Nel 1964 passò al Boldklubben 1909, altra squadra della città di Odense. Con i biancorossi vinse il campionato danese. Partecipò alla Coppa dei Campioni 1964-1965 venendo eliminato dal primo turno dal Real Madrid.
Si ritirò nel 1965.

### Nazionale
Nel 1960, in vista delle Olimpiadi del 1960, la Nazionale Danese A e la Nazionale B dovevano sfidarsi a Herning in vista di una partita amichevole. Sterobo era il quarto portiere nelle gerarchie dell'allenatore.
Quando Sterobo si recò sul posto scoprì che l'amichevole era stata annullata, infatti, il velivolo che doveva portare da Copenaghen a Herning otto giocatori della Nazionale B, precipitò nell'Øresund a 50 metri dalla riva. Si salvò solo il pilota mentre gli otto passeggeri, tutti calciatori danesi, morirono nell'incidente. Tra questi c'era anche il portiere Per Funch Jensen, così Sterobo fu convocato al suo posto.
Nella competizione olimpica, Sterobo rimase in panchina per tutte le partite come sostituto del portiere titolare Henry From. La Danimarca vinse la medaglia d'argento, venendo sconfitta in finale dalla Jugoslavia.
Disputò due partite con la Nazionale maggiore.

## Palmarès

### Giocatore

#### Club
- 1. Division: 1

Odense BK: 1956-1957
- Campionato danese: 1

Boldklubben 1909: 1964

#### Nazionale
- Argento olimpico: 1

Roma 1960